# شاه مار ميرزامراد (مقاطعة دالاهو)
شاه‌مار ميرزامراد (بالفارسية: شاه‌مار میرزامراد) هي قرية تقع في كرمانشاه في إيران. يقدر عدد سكانها بـ 262 نسمة .